# Мусієнко Денис Володимирович
Денис Володимирович Мусієнко (нар. 24 травня 1979, Київ) — український державний службовець, політик, соціолог. З 2017 до 2019 року очолював Болградську районну державну адміністрацію.

## Освіта
У 2001 році здобув кваліфікацію «соціолог культури» у Київському національному університеті культури і мистецтв. Протягом п'яти наступних років став автором понад 18 наукових публікацій, зокрема й у фахових виданнях. У 2006 році захистив кандидатську дисертацію на тему «Постмодерністська трансформація комунікативної культури в Україні в контексті розвитку туризму (1992—2003 рр.)».
У 2008 році додатково завершив навчання у Національній академії державного управління при Президентові України за спеціальністю «державне управління». Ще через чотири роки здобув кваліфікацію «юриста» в стінах Київського національного університету імені Тараса Шевченка. У 2020 році закінчив Університет державної фіскальної служби України за спеціальністю «фінанси, банківська справа та страхування».

## Кар'єра

### Початок трудової діяльності
З 1997 до 2001 року працював у підприємстві з іноземними інвестиціями «Kuilong», а також надавав консультації українсько-польському підприємству «Анкор ЛТД».

### Державна служба

#### Робота у державних органах Київської області
Після проходження аспірантури працював на різних посадах у Києво-Святошинській райдержадміністрації Київської області (2003—2005 рр).
З 2005 до 2008 рр. виконував обов'язки начальника управління у справах сім'ї та молоді Київської обласної державної адміністрації. Через шість років повернувся на державну службу у статусі керівника апарату Баришівської районної державної адміністрації Київської області.

#### Голова Болградської районної державної адміністрації
У 2015 році продовжив кар'єру на посаді першого заступника голови Болградської районної державної адміністрації Одеської області. У 2017 році був призначений головою за процедурою відкритого конкурсу.
Під час його каденції район покращив показники у загальному рейтингуванні, яке проводила Одеська ОДА. Серед іншого відзначалось збільшення надходжень до бюджету, поліпшення якості надання адміністративних послуг для населення і зниження кількості кримінальних правопорушень.
Окрім цього, Болградський район одним з перших в регіоні запустив відділення екстреної медичної допомоги з можливостями телемедицини (2018 рік).
Публічно виступав за прозоре та чесне проведення виборів-2019. У тому ж році був звільнений з посади у зв'язку із закінченням строку повноважень Президента України.

#### Керівник апарату Одеської обласної державної адміністрації
У 2019 році став керівником патронатної служби апарату Одеської обласної державної адміністрації. З 2020 року — донині очолює апарат Одеської обласної державної адміністрації.

## Політика
Позапартійний. Протягом 2008—2011 років працював помічником-консультантом народного депутата України.
З 2006 року по теперішній час є депутатом Києво-Святошинської районної ради.

## Інше
Перед поверненням на державну службу працював старшим юристом і керував справами у ТОВ «Перша юридично-консалтингова компанія» (2011—2012 рр). Далі — до 2014 року виконував обов'язки директора Державного українського науково-дослідного інституту фарфоро-фаянсової промисловості.